# Ẩn Nguyên Long Kì
Ẩn Nguyên Long Kì (zh. yǐnyuán lóngqí 隱元隆琦, ja. ingen ryūki), 1592-1673, là một vị Thiền sư Trung Quốc, thuộc tông Lâm Tế đời thứ 32 nối pháp từ Thiền sư Phí Ẩn Thông Dung . Năm 1564, sư nhận lời mời của nhà sư Nhật tên Dật Nhiên, sang Nhật Bản truyền tông Hoàng Bá (zh. 黃檗宗, ja. ōbaku-shū). Sau sư được Nhật hoàng ban cho hiệu Đại Quang Phổ Chiếu Quốc sư (zh. 大光普照國師, ja. daikō fushō kokushi).
Sư họ Lâm, quê ở Phúc Châu. Năm lên 16, nhân một buổi nằm dưới cây tùng nhìn thiên hà tinh tú vận chuyển, sư bỗng thấy làm lạ nghĩ rằng, ngoài Tiên, Phật ra không ai có thể hiểu được những hiện tượng này và phát sinh ý nghĩ đi tu để thành Phật. Năm 22 tuổi, sư đến núi Phổ-đà theo Hoà thượng Triều Âm học hỏi, ngày ngày rót trà hầu chúng. Năm 29 tuổi, sư đến núi Hoàng Bá chính thức cạo đầu tu hành. Sau, sư tham vấn Thiền sư Mật Vân Viên Ngộ và được ấn khả. Năm thứ 6 niên hiệu Sùng Trinh (1633), Thiền sư Phí Ẩn Thông Dung chủ trì núi Hoàng Bá, cử sư làm Tây đường; năm thứ 10 cử làm chủ pháp tịch Hoàng Bá. Trong hệ thống truyền thừa, sư được xem là kế thừa Phí Ẩn Thông Dung (zh. 費隱通容, 1593-1661). Năm 1654, sư cùng hơn 20 đệ tử cất bước sang Nhật. Một giả thuyết lý giải việc Ấn Nguyên sang Nhật được đưa ra bởi những người chỉ trích phái Hoàng Bá là kết quả từ việc Thiền sư Phí Ẩn Thông Dung thua kiện trong vụ kiện vào năm 1654 liên quan đến bộ sách Ngũ Đăng Nghiêm Thống (zh. Wudeng yantong).
Sư vốn xuất thân từ tông môn Lâm Tế nhưng sống vào cuối đời nhà Minh (1368-1644) đầu đời nhà Thanh (1644-1911) sau Thiền sư Vân Thê Châu Hoằng. Vì thế sư chịu ảnh hưởng rất nặng tư tưởng "Thiền Tịnh hợp nhất" của Vân Thê Đại sư và khi đến Nhật Bản hoằng hoá, tông chỉ của sư cũng không trùng hợp với tông chỉ Lâm Tế được truyền thời Liêm Thương (ja. kamakura) tại Nhật. Nhưng cũng vì sự khác biệt này mà sư và các đệ tử được tiếp đón rất nồng hậu, Thiền tăng Nhật Bản tranh nhau đến tham vấn học hỏi và sau này, dòng thiền của sư được chính thức công nhận là một tông phái riêng biệt, được gọi là Hoàng Bá tông.
Sư tịch năm 1673 tại Nhật Bản.